# 柏木治
柏木 治（かしわぎ おさむ、1956年 - ）は、日本のフランス文学者、関西大学教授。

## 人物・来歴
和歌山県生まれ。慶應義塾大学卒業、関西大学大学院博士課程文学研究科フランス文学専攻単位取得後退学。フランス政府給費留学生としてグルノーブル第3大学（スタンダール大学）に留学。1989年関西大学文学部専任講師、92年助教授、99年教授。織田作之助賞青春賞選考委員を務めたことがある。

## 著書
- 『スタンダールのオイコノミア 経済の思想、ロマン主義、作家であること』関西大学出版部, 2017.3
- 『銀行家たちのロマン主義 一九世紀フランスの文芸とホモ・エコノミクス』関西大学出版部, 2019.3

### 共編著
- 『ヨーロッパの祭りたち』浜本隆志共編著. 明石書店, 2003.4
- 『ヨーロッパ人相学 顔が語る西洋文化史』浜本隆志,森貴史共編著. 白水社, 2008.7
- 『ヨーロッパ・ジェンダー文化論 女神信仰・社会風俗・結婚観の軌跡』浜本隆志,伊藤誠宏, 森貴史,溝井裕一共著. 明石書店, 2011.4
- 『文化の翻訳あるいは周縁の詩学』内田慶市,鼓宗, 角伸明, 近藤昌夫共著. 水声社, 2012.9
- 『欧米社会の集団妄想とカルト症候群 少年十字軍、千年王国、魔女狩り、KKK、人種主義の生成と連鎖』浜本隆志編著,高田博行,浜本隆三, 細川裕史, 溝井裕一,森貴史共著. 明石書店, 2015.9

### 翻訳
- E.ルモワーヌ=ルッチオーニ『衣服の精神分析』鷲田清一共訳. 産業図書, 1993.5
- 『東西文化の翻訳 「聖像画」における中国同化のみちすじ』(関西大学東西学術研究所訳注シリーズ 内田慶市共編訳. 関西大学出版部, 2012.3